# Diplura (araña)
Diplura es un género de arañas migalomorfas de la familia Dipluridae. Fueron descritas por primera vez por C. L. Koch en 1850. Se encuentra en Sudamérica y una especie en Cuba. Poseen una lyra en sus maxilares prolaterales. La especie Diplura se diferencia de la especia Trechona por el número de setas en esta lyra.

## Lista de especies
Según The World Spider Catalog 11.5:
- Diplura annectens (Bertkau, 1880)
- Diplura argentina (Canals, 1931)
- Diplura catharinensis (Mello-Leitão, 1927)
- Diplura erlandi (Tullgren, 1905)
- Diplura fasciata (Bertkau, 1880)
- Diplura garbei (Mello-Leitão, 1923)
- Diplura garleppi (Simon, 1892)
- Diplura lineata (Lucas, 1857)
- Diplura macrura (C. L. Koch, 1841)
- Diplura maculata (Mello-Leitão, 1938)
- Diplura nigra (F. O. Pickard-Cambridge, 1896)
- Diplura nigridorsi (Mello-Leitão, 1924)
- Diplura paraguayensis (Gerschman & Schiapelli, 1940)
- Diplura parallela (Mello-Leitão, 1923)
- Diplura petrunkevitchi (Caporiacco, 1955)
- Diplura riveti (Simon, 1903)
- Diplura sanguinea (F. O. Pickard-Cambridge, 1896)
- Diplura studiosa (Mello-Leitão, 1920)
- Diplura taunayi (Mello-Leitão, 1923)
- Diplura uniformis (Mello-Leitão, 1923)